# Symeon II (patriarcha Jerozolimy)
Symeon II – prawosławny patriarcha Jerozolimy w latach 1084–1106.